# Valószínűségi vektorváltozó
A valószínűségszámításban a valószínűségi vektorváltozó egy többdimenziós valószínűségi változó. Lényegét tekintve egy valószínűségi mezőn definiált mérhető függvény, ami értékeit {\displaystyle \mathbb {R} ^{n}}-ben veszi fel. A közönséges egydimenziós valószínűségi változók több tulajdonsága közvetlenül vagy kis módosítással átvihető valószínűségi vektorváltozókra.
Nem tévesztendők össze a sztochasztikus vagy valószínűségi vektorokkal, amelyek koordinátái pozitívok és összegük egy. A valószínűségi vektorváltozókra nincs ilyen megkötés, kimenetelük bármilyen vektor lehet.

## Definíció
Jelölje {\displaystyle {\mathcal {B}}(\cdot )} a Borel-σ-algebrát. Legyen {\displaystyle (\Omega ,{\mathcal {A}},P)} valószínűségi mező, {\displaystyle m} természetes szám, ami legalább kettő. Ekkor egy {\displaystyle m} dimenziós valószínűségi vektorváltozó egy {\displaystyle X\colon (\Omega ,{\mathcal {A}},P)\to (\mathbb {R} ^{m},{\mathcal {B}}(\mathbb {R} ^{m}))}-leképezés, amire {\displaystyle X^{-1}({\mathcal {B}}(\mathbb {R} ^{m}))\subset {\mathcal {A}}}.
Ekvivalens definíciók:
- {\displaystyle X} mérhető függvény egy {\displaystyle \mathbb {R} ^{m}} alaphalmazú, Borel-σ-algebrával ellátott valószínűségi mezőn.
- Legyen {\displaystyle X=(X_{1},X_{2},\dots ,X_{m})}, ahol {\displaystyle X_{1},X_{2},\dots ,X_{m}} valós valószínűségi változók egy {\displaystyle (\Omega ,{\mathcal {A}},P)} valószínűségi mezőn. Ez a definíció azt használja ki, hogy egy {\displaystyle \mathbb {R} ^{m}}-be menő leképezés pontosan akkor mérhető, ha koordinátafüggvényei is.

## Tulajdonságok

### Momentumok
Ha a komponensei integrálhatók, akkor egy {\displaystyle X} valószínűségi vektorváltozó várható értéke
{\displaystyle \operatorname {E} (X)=(\operatorname {E} (X_{1}),\operatorname {E} (X_{2}),\dots ,\operatorname {E} (X_{m}))},
azaz a komponenseinek várható értékeinek vektora.
Ha a komponensek négyzetesen integrálhatók, akkor a második momentuma a kovarianciamátrixa. Ez egy {\displaystyle m\times m} méretű mátrix, ahol az {\displaystyle i}-edik sor és a {\displaystyle j}-edik oszlop metszetében {\displaystyle X_{i}} és {\displaystyle X_{j}} kovarianciája áll, azaz
{\displaystyle a_{i,j}:=\operatorname {Cov} (X_{i};X_{j})}.

### Függetlenség
Legyenek {\displaystyle X} és {\displaystyle Y} valószínűségi vektorváltozók ugyanazon a valószínűségi mezőn. Függetlenségüket az egydimenziós esethez hasonlóan a {\displaystyle \sigma (X)} és {\displaystyle \sigma (Y)} generált σ-algebrák segítségével értelmezzük, ahol {\displaystyle \sigma (X)} és {\displaystyle \sigma (Y)} kezdeti σ-algebrák.

### Eloszlás
A valószínűségi vektorváltozó eloszlása többdimenziós valószínűségeloszlás, és valószínűségi mérték {\displaystyle \mathbb {R} ^{m}}-en. Pontosan ugyanaz, mint komponenseinek közös eloszlása.
A valószínűségi vektorváltozókhoz is rendelhető eloszlásfüggvény. Többdimenziós valószínűségeloszlásnak nevezik.

### Folytonos és diszkrét valószínűségi vektorváltozók
A valós értékű vaklószínűségi változókhoz hasonlóan, ha egy valószínűségi vektorváltozónak van sűrűségfüggvénye, akkor abszolút folytonos vagy egyszerűen folytonos valószínűségi változó.  Ha egy valószínűségi vektorváltozó legfeljebb megszámlálható végtelen értéket vesz fel, akkor diszkrét.

## Konvergencia
Az eloszlásbeli konvergencia, a valószínűségbeli konvergencia és a majdnem biztos konvergencia problémamentesen átvihető, mivel ezek szeparábilis metrikus tereken vannak értelmezve, így {\displaystyle \mathbb {R} ^{m}}-re is érvényesek.
Az eloszlásfüggvény szerinti konvergencia nem megy át; viszont Lévy folytonossági tétele továbbra is használható.

### Cramér-Wold-tétel
A Cramér-Wold-tétel lehetővé teszi, hogy az {\displaystyle \mathbb {R} ^{n}}-beli eloszlásbeli konvergenciát redukáljuk {\displaystyle \mathbb {R} }-beli eloszlásbeli konvergenciára.
Jelölje  {\displaystyle \langle \cdot ;\cdot \rangle } a skaláris szorzatot. Legyen {\displaystyle (X_{n})_{n\in \mathbb {N} }} valószínűségi vektorváltozók sorozata {\displaystyle \mathbb {R} ^{m}}-ben. A következő állítások ekvivalensek:
- Az {\displaystyle X_{n}} sorozat eloszlásban tart {\displaystyle X}-hez
- Minden {\displaystyle c\in \mathbb {R} ^{m}} esetén létezik egy {\displaystyle X^{c}} valós valószínűségi változó úgy, hogy {\displaystyle \langle c;X_{n}\rangle } eloszlásban tart {\displaystyle X^{c}}-hez.

Ha a két ekvivalens kifejezés teljesül, akkor {\displaystyle X^{c}} eloszlása minden  {\displaystyle c\in \mathbb {R} ^{m}}-re ugyanaz, mint {\displaystyle \langle c;X\rangle }.

## Általánosítások
Egy lehetséges további általánosítás a véletlen mátrix avagy valószínűségi mátrixváltozó. Ez mátrix értékű valószínűségi változó, mely mátrixváltozós valószínűségi eloszlásból származik. 

## Fordítás
Ez a szócikk részben vagy egészben  a   Zufallsvektor című német Wikipédia-szócikk fordításán alapul.  Az eredeti cikk szerkesztőit annak laptörténete sorolja fel. Ez a jelzés csupán a megfogalmazás eredetét és a szerzői jogokat jelzi, nem szolgál a cikkben szereplő információk forrásmegjelöléseként.